# Lijst van Formule 3 Euroseries-coureurs
De volgende coureurs hebben zich ten minste één keer ingeschreven voor een Formule 3 Euroseries-race tussen 2003 en 2012.

## A
- Simon Abadie
- Julian Abelli
- Átila Abreu
- Daniel Abt
- Gina-Maria Adenauer
- Sergej Afanasjev
- Cyndie Allemann
- Richard Antinucci
- Nicolas Armindo
- Hannes van Asseldonk
- Lucas Auer
- Bernhard Auinger
- Rob Austin

## B
- Philipp Baron
- Emil Bernstorff
- Jules Bianchi - Kampioen 2009
- Sam Bird
- Tom Blomqvist
- Marco Bonanomi
- Mirko Bortolotti
- Valtteri Bottas
- Niall Breen
- Ryan Briscoe - Kampioen 2003
- Récardo Bruins Choi
- Sébastien Buemi
- William Buller
- Yelmer Buurman

## C
- Andrea Caldarelli
- César Campaniço
- Daniel Campos-Hull
- Fábio Carbone
- Ruben Carrapatoso
- Adam Carroll
- Johnny Cecotto jr.
- Congfu Cheng
- Matteo Chinosi
- Cemil Çipa
- Yann Clairay
- Dani Clos
- Ben Clucas
- Stefano Coletti

## D
- Carlo van Dam
- Alon Day
- Pipo Derani
- Michael Devaney
- Tom Dillmann
- Robert Doornbos
- Loïc Duval

## E
- Peter Elkmann
- Philip Ellis
- Maro Engel
- Pedro Enrique
- Jimmy Eriksson

## F
- Kevin Fank
- Pietro Fantin
- Bruno Fechner
- António Félix da Costa
- Gregory Franchi
- Dennis Furchheim

## G
- Natacha Gachnang
- Víctor García
- Giedo van der Garde
- Tiago Geronimi
- Kuba Giermaziak
- Timo Glock
- Lucas di Grassi
- Jamie Green - Kampioen 2004
- Spike Goddard
- Rodolfo González
- Maximilian Götz
- Romain Grosjean - Kampioen 2007
- Esteban Guerrieri
- Esteban Gutiérrez

## H
- Lewis Hamilton - Kampioen 2005
- Euan Hankey
- Brendon Hartley
- Jack Harvey
- Derek Hayes
- Tobias Hegewald
- Michael Herck
- Jan Heylen
- Katsuyuki Hiranaka
- Kohei Hirate
- Marco Holzer
- Thomas Holzer
- Carlos Huertas
- Nico Hülkenberg - Kampioen 2008

## I
- Fahmi Ilyas

## J
- Jazeman Jaafar
- James Jakes
- Anthony Janiec
- Erik Janiš
- Stephen Jelley
- Johan Jokinen
- Daniel Juncadella - Kampioen 2012

## K
- Robert Kath
- Charlie Kimball
- Tom Kimber-Smith
- Michael Klein
- Christian Klien
- Jens Klingmann
- Kamui Kobayashi
- Robert Kubica
- Julia Kuhn

## L
- Dennis van de Laar
- Matias Laine
- Jon Lancaster
- Nicolas Lapierre
- Marcel Lasée
- Dong-Wook Lee
- Michael Lewis
- Richard Lietz
- Alex Lynn

## M
- Kevin Magnussen
- Franck Mailleux
- Mika Mäki
- James Manderson
- Patrice Manopoulos
- Raffaele Marciello
- Alexandros Margaritis
- Artjom Markelov
- Nicolas Marroc
- Alexandre Marsoin
- Nick McBride
- Nigel Melker
- Roberto Merhi - Kampioen 2011
- Kevin Mirocha
- Nico Monien
- Christian Montanari
- Paolo Montin
- Guillaume Moreau
- Edoardo Mortara - Kampioen 2010
- Dominick Muermans
- Sven Müller
- Carlos Muñoz
- Atte Mustonen

## N
- Kazuki Nakajima
- Felipe Nasr
- Hannes Neuhauser
- Paolo Maria Nocera
- Alejandro Núñez

## O
- Oliver Oakes
- Ronayne O'Mahony
- Kazuya Oshima

## P
- Duvashen Padayachee
- Nelson Panciatici
- Álvaro Parente
- Michael Patrizi
- Franck Perera
- Richard Philippe
- Edoardo Piscopo
- Jim Pla
- Olivier Pla
- Martin Plowman
- Alexandre Prémat
- Harold Primat
- Stefano Proetto

## Q
- Adrian Quaife-Hobbs

## R
- Gianmarco Raimondo
- César Ramos
- Fernando Rees
- Facu Regalia
- Paul di Resta - Kampioen 2006
- Daniel Ricciardo
- Stéphane Richelmi
- Andrea Roda
- Daniel la Rosa
- Nico Rosberg
- Felix Rosenqvist
- Jake Rosenzweig
- James Rossiter

## S
- Carlos Sainz jr.
- Filip Salaquarda
- Éric Salignon
- Tim Sandtler
- Kimiya Sato
- Harald Schlegelmilch
- Dominik Schraml
- Félix Serrallés
- Basil Shaaban
- Luís Sá Silva
- Alexander Sims
- Marco Sørensen
- Bruno Spengler
- Roberto Streit
- Jonathan Summerton
- Adrian Sutil

## T
- Adrien Tambay
- Nick Tandy
- Julian Theobald
- Harry Tincknell
- Gilles Tinguely
- Claudio Torre
- Koudai Tsukakoshi

## U
- Geoff Uhrhane
- João Urbano

## V
- Laurens Vanthoor
- Hendrik Veith
- Nico Verdonck
- Jean Karl Vernay
- Frédéric Vervisch
- Christian Vietoris
- Sebastian Vettel
- Toni Vilander

## W
- Henkie Waldschmidt
- James Walker
- Danny Watts
- Pascal Wehrlein
- Robert Wickens
- Markus Winkelhock
- Marco Wittmann
- Lucas Wolf

## Y
- Sakon Yamamoto

## Z
- Renger van der Zande
- Christopher Zanella
- Sandro Zeller
- Andreas Zuber
- Charles Zwolsman jr.
- Ross Zwolsman